# 신학
신학(神學, 영어: theology 띠올러지[*])은 전통적으로 삼위일체 하나님(하느님, 신, The Divine, The God) 그 자체를 정경이나 이성을 통하여 직접적으로 연구하거나 신과 관련된 교리와 방법에 대해 연구하는 학문이다. 서방 기독교에서 쓰이는 신학이라는 낱말은 테오스(고대 그리스어: θεός, →신)에 로고스(고대 그리스어: λόγος, →학문, 말)가 결합된 단어이다. 한국어에서 특별한 수식어 없이 신학이라는 낱말을 쓸 때는 일반적으로 그리스도교 신학을 가리킨다. 단어 의미로는 종교적 초월자로서 신 개념이 존재하는 모든 종교에서 다루는 신에 관한 학문을 신학이라 할 수 있다. 그러한 종교로는 그리스도교, 유대교, 이슬람교, 조로아스터교, 힌두교, 시크교, 바하이교 등이 있다.

## 그리스도교 신학
신학은 신을 뜻하는 "Θεο(theo)"와 학문을 뜻하는 "λογία(logy)"의 합성어다. 용어 그대로 기독교의 신과 율법, 교리에 대한 모든 연구이며, 좁은 의미로서는 예수 그리스도에 대한 연구를 의미한다. 그리스도교의 성장과 함께 2-3세기부터 학문으로서 틀을 갖추기 시작하여, 중세시대에 유럽인의 관점에서 그리스도교의 신과 관련된 일체 문제를 연구하는 학문이다. 신학이라는 용어는 원칙적으로 그리스도교 신학에만 한정되는 것은 아니나, 대개 그리스도교 신학과 같은 의미로 사용되며 학문체계에서의 신학 역시 흔히 그리스도교 신학을 가리킨다. 교파에 따라 개신교 신학, 로마 가톨릭 신학, 정교회 신학, 성공회 신학 등으로 나뉜다. 일반적으로 그리스도교 신학은 좀더 세밀하게 분류가 된다. 구약신학, 신약신학, 조직신학, 역사신학, 실천신학, 선교신학, 그리스도교 상담학 등으로 나뉜다.

## 유대교 신학
유대교에서는 역사적으로 전문 학문 기관보다는 유대교 공동체 중심으로 유대교 신학의 발달이 이루어져 왔다. 유대교 신학이 그리스도교 신학이나 이슬람 신학에 미친 영향은 적지 않다. 그러나, 그리스도교 신학에 대응될 만한 유대교 신학은 주로 할라카와 미드라쉬에 대한 랍비들의 논의와 주석으로 이루어진다고 볼 수 있다.
- 신학자 : 마이모니데스, 아브라함 J. 헤셸
- 관련 주제 : 탈무드와 카발라

## 이슬람교 신학
이슬람교에서 그리스도교의 신학에 견줄 만한 학문적 논의를 가리키는 용어는 "칼람"(Kalam)이다. 그러나 이슬람교에서 칼람은 그리스도교에서 신학이 차지하는 위치에 비해 그 역할이 작은 편이다. 일부 이슬람 신학자들은 그리스도교 신학의 발달에 특기할 만한 영향을 미쳤다.

## 같이 보기
- 조직신학
- 기독교 신학
- 신학자 (그리스도교)
- 신학원리
- 신학방법론
- 기독교신학 작업
- 구성주의 신학
- 기독교 신학
- 해석학적 신학
- 장 칼뱅의 신학
- 마르틴 루터의 신학

## 참고 문헌
- 안명준, 한눈에 보는 성경조직신학 (서울:기쁜날, 2014)